# ديزموند باري
ديزموند باري (بالإنجليزية: Desmond Barry)‏ (1954 في المملكة المتحدة)؛ روائي بريطاني.